# Train du bout du monde
Le Ferrocarril Austral Fueguino (FCAF, en français : Chemin de fer austral fuégien), plus connu sous le nom de Train du bout du monde (en espagnol : Tren del Fin del Mundo), est une ligne ferroviaire de la province de Terre de Feu, Antarctique et Îles de l’Atlantique Sud au sud de l'Argentine, qui relie la ville d'Ushuaïa au parc national Tierra del Fuego.

## Histoire

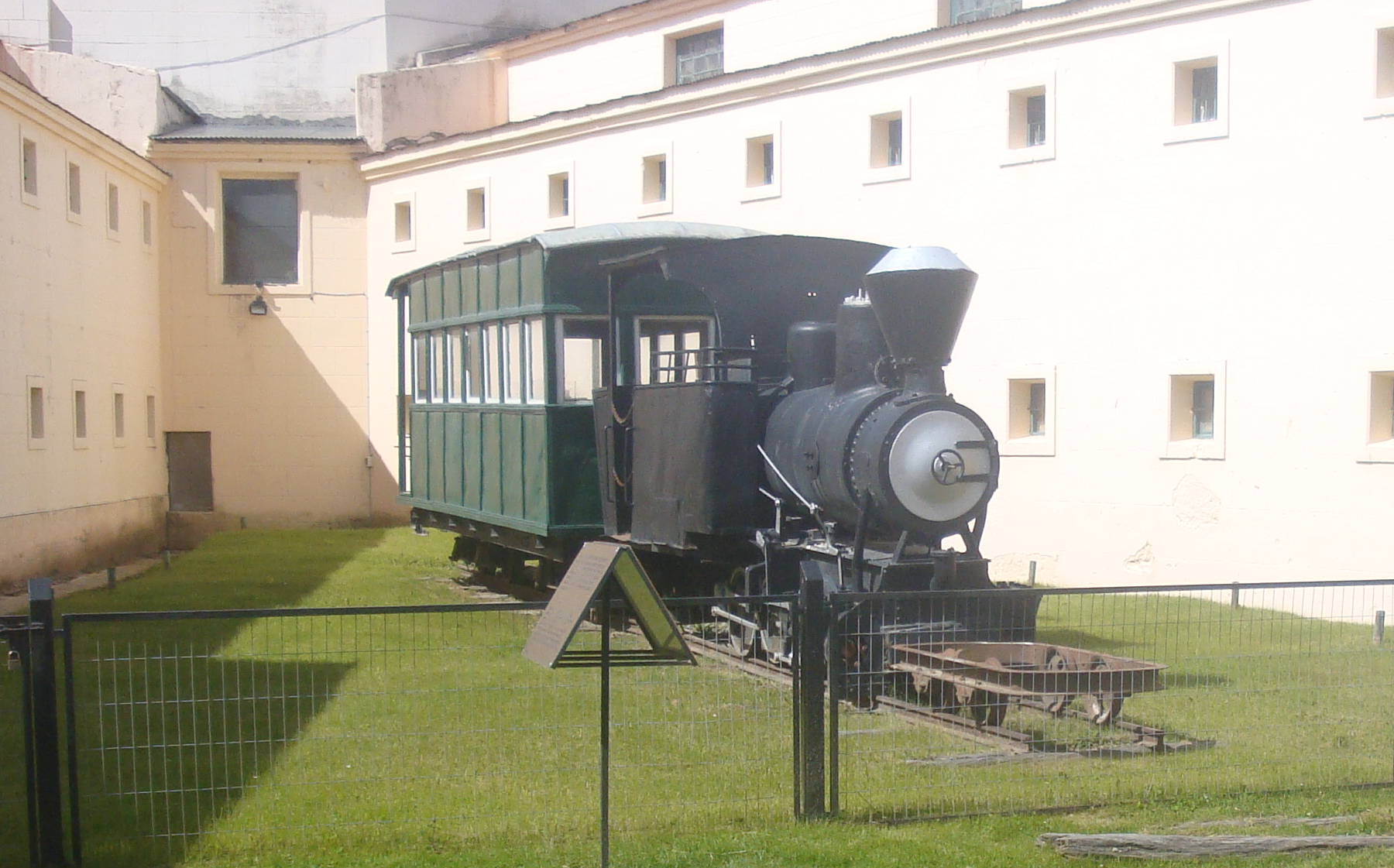
Matériel utilisé à l'origine pour des trains forestiers.

Son prédécesseur, le « Train des prisonniers » (en espagnol : Tren de los presos), est en service entre 1909 et 1952. En 1994, l'entreprise privée Turismo S.A. décide de faire revivre la légende en créant le « Train du bout du monde », qui parcourt les 8 derniers kilomètres du trajet qui en comptait 25 à l'origine. L'écartement des voies du Train du bout du monde est de 50 cm, soit 10 cm de moins que pour la ligne de chemin de fer d'origine.
À l'origine, il sert comme moyen de transport de marchandises, et en particulier du bois de chauffage, en direction de la prison nationale d'Ushuaïa. Aujourd'hui, cette ligne de chemin de fer est dédiée au tourisme dans le parc national Tierra del Fuego. Il s'agit de la voie ferrée la plus australe au monde.
À la fin du XIXe siècle, le gouvernement fédéral installe une colonie pénale à Ushuaïa et y envoie les premiers prisonniers en 1884. En 1902, un ensemble de bâtiments sont construits pour accueillir les prisonniers ainsi qu'une ligne de chemin de fer avec des rails en bois, avec un écartement de moins d'un mètre pour le transport de matériel, principalement des pierres, du sable et du bois de chauffage. En 1909, le maire informe de la nécessité d'améliorer la voie pour permettre le passage d'une traction Decauville de 60 cm d'écartement des roues. Les travaux sont réalisés avant la fin de cette année. Il reliait la prison avec les forêts entourant la ville et passait le long de la côté devant le village d'Ushuaïa, alors en forte croissance. Il est connu sous le nom de Tren de los Presos, il transportait aussi bien du bois de chauffage que du bois employé pour la construction.
La voie ferrée est peu à peu étendue plus en avant dans la forêt, dans des zones plus reculées, à mesure que le bois commençait à faire défaut. Elle parvient dans la vallée du río Pipo sur des terrains plus élevés. La nécessité constante de prolonger les voies conduit les responsables de la prison à affecter de nombreux prisonniers à cette tâche.
En 1947, le gouvernement de Juan Perón et son Directeur du Service pénitentiaire fédéral, Roberto Pettinato, décident de fermer la prison (pour des raisons humanitaires) et l'installation dans ses bâtiments de la base navale d'Ushuaïa. Deux ans plus tard, le séisme de 1949 en Terre de Feu détruit en grande partie la ligne ferroviaire. Le gouvernement ne se préoccupe pas alors de déblayer les arbres tombés sur les voies et de la reconstruire. Non viable, la ligne est fermée en 1952.

## Le train touristique
En 1994, la ligne de chemin de fer est reconstruite, mais avec un autre but : le tourisme. Une locomotive à vapeur 2-6-2T (Camila) est achetée en Angleterre en 1995. Elle servira avec une autre fabriquée en Argentine ainsi que trois locomotives diesel. En 2006, une troisième locomotive à vapeur entre en service.
La ligne actuelle débute à la « Estación del Fin del Mundo » (litt. « Gare du bout du monde »), située à 8 km à l'ouest d'Ushuaïa. La ligne de chemin de fer touristique franchit le Valle Pico, la Garganta Toro et s'arrête à la « Estación Macarena » où les visiteurs peuvent se renseigner sur le peuple premier Yamana, elle s'arrête à nouveau au niveau d'un point de vue panoramique pendant 15 minutes. Le train pénètre ensuite à l'intérieur du parc national, où les passagers peuvent embarquer à bord d'une rame automotrice qui les entraîne dans le parc à travers la vallée et les redépose à la « Estación Parque Nacional » où ils peuvent reprendre le train.
Il existe un projet consistant à étendre la ligne en direction d'une gare plus proche d'Ushuaïa et de relier cette gare à la ville au moyen d'un tramway.

## Matériel roulant

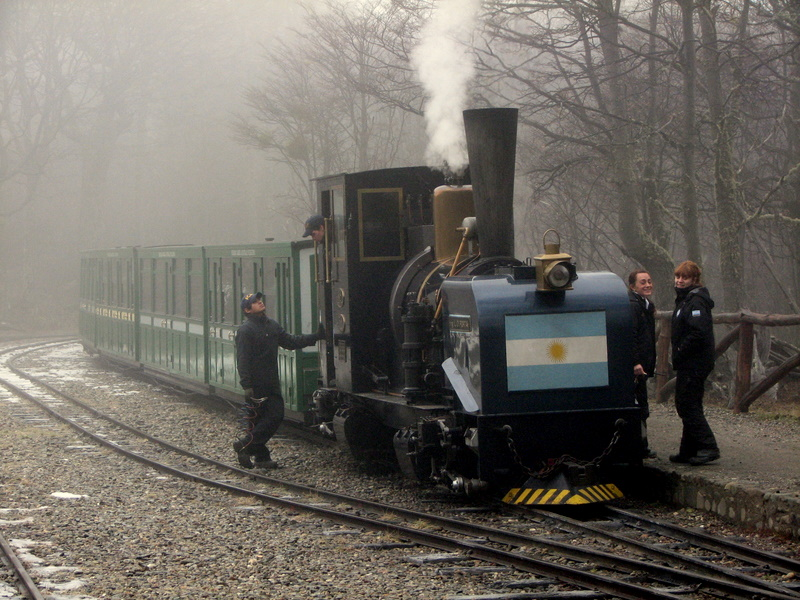
La locomotive no 2 est baptisée en hommage à Livio Dante Porta.
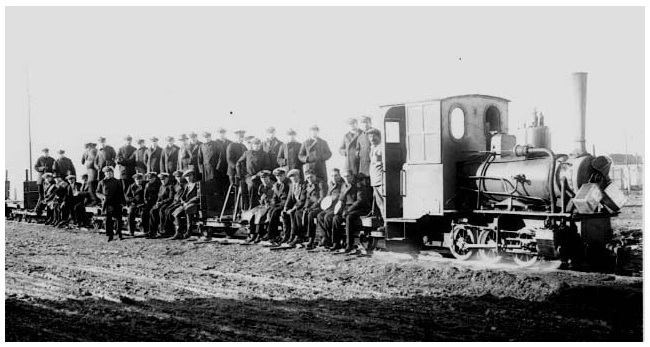
Le train transportant le personnel de la prison.
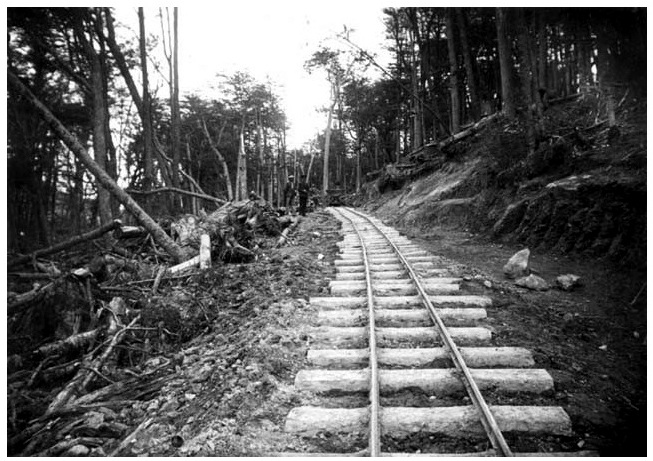
Les voies de la ligne de chemin de fer s'enfonçant dans les forêts fuégiennes.
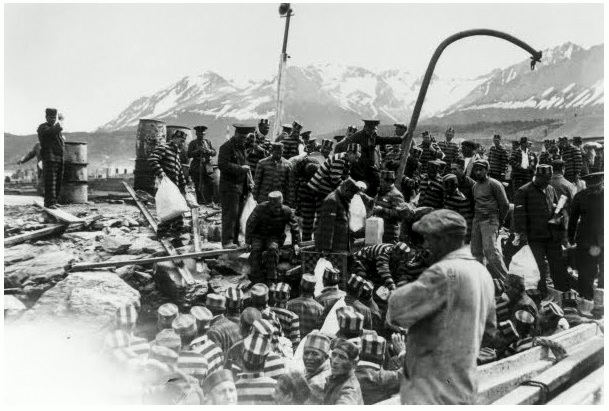
Le train transportant des détenus, surveillés par la police.
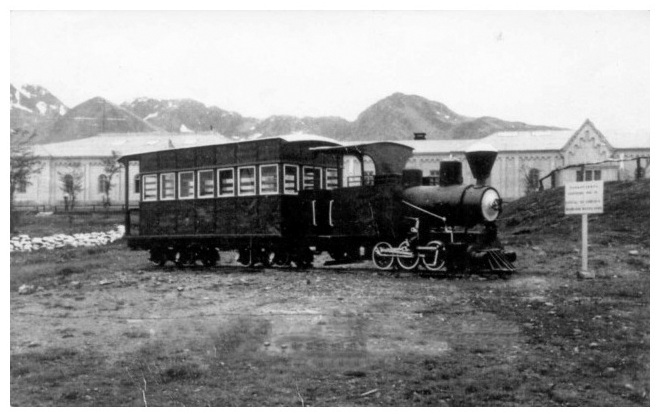
Le train avec des passagers à Ushuaïa